# Le Péril Jaune
Le Péril Jaune är Indochines andra studioalbum, utgivet den 28 november 1983. Låten "Kao Bang" blev en mindre hit. Albumet är utgivet på LP, kassett och CD.

## Låtlista
1. Le Péril Jaune (Ouverture) – 0:48
2. La Sécheresse Du Mékong – 3:28
3. Razzia – 3:38
4. Pavillon Rouge – 3:08
5. Okinawa – 4:53
6. Tankin – 2:11
7. Miss Paramount – 3:00
8. Shangaï – 2:40
9. Kao Bang – 5:29
10. A L'Est De Java – 5:03
11. Le Péril Jaune (Fermeture) – 1:31

## Medverkande
- Nicola Sirkis – sång
- Dominique Nicolas – gitarr
- Stéphane Sirkis – gitarr, keyboard
- Dimitri Bodianski – saxofon